# جون دارسي
جون دارسي (23 أبريل 1936 بكرايستشرش في نيوزيلندا - ) (بالإنجليزية: John D'Arcy)‏ هو لاعب كريكت نيوزلندي. شارك مع منتخب نيوزيلندا الوطني للكريكت.

## وصلات خارجية
- جون دارسي على موقع إي آس بي آن كريك إنفو (الإنجليزية)